# David Benatar
David Benatar (* 8. Dezember 1966) ist ein zeitgenössischer Philosoph und Professor an der Universität Kapstadt, Südafrika.

## Leben
David Benatar ist der Sohn von Solomon Benatar, der das Bioethik-Zentrum an der Universität Kapstadt gründete. Benatar leitet das Department Philosophie an der Universität Kapstadt. Er ist mit Auskünften über sein Privatleben zurückhaltend, um Erklärungsversuchen seiner philosophischen Argumente durch Aspekte seiner Persönlichkeit zuvorzukommen.

## Arbeitsgebiet
Seine Hauptarbeitsgebiete sind Ethik, Medizinethik und Metaphysik. In seinem Hauptwerk Better Never to Have Been begründet Benatar eine ausgesprochen antinatalistische Position. Es sei moralisch stets verwerflich, Kinder zu haben, da der Beginn der Existenz für jeden Menschen ein Schaden sei. Ausnahmslos jedes Leben sei so schlecht, dass es stets besser ist, nicht zu existieren.
Grundlage für Benatars Überzeugungen ist eine von ihm ausführlich analysierte Asymmetrie von Leid und Glück. Er gelangt zur Feststellung einer Asymmetrie, indem er Glück und Leid erst unter dem Gesichtspunkt ihres Gegebenseins analysiert (Symmetrieverhältnis), dann unter dem Gesichtspunkt ihres Nichtgegebenseins (Asymmetrie):
1. Das Gegebensein von Leid ist schlecht, das Gegebensein von Glück gut.
2. Das Nichtgegebensein von Leid ist gut, während das Nichtgegebensein von Glück nicht schlecht ist (außer wenn jemand seines Glücks beraubt wird).

In Anbetracht dieser Asymmetrie sei es stets geboten, einen zusätzlichen Menschen nicht zu zeugen. Die Leiderfahrungen, die er unweigerlich machen würde, machen seine Hervorbringung zu einer moralisch als schlecht zu bewertenden Tat, während die Unterlassung, einen Menschen zu zeugen (der laut Benatar durchaus auch Glückserfahrungen hätte), nicht schlecht ist: Das fehlende Glück ist kein Glück, dessen jemand beraubt wird.
Vor dem Hintergrund dieser Überlegungen gelangt Benatar zu der Überzeugung, dass Abtreibungen nichtempfindender Embryonen oder Föten moralisch gesehen nicht nur zulässig, sondern stets geboten sind, da durch sie verhindert wird, dass unweigerlich leidende Menschen auf die Welt kommen. Die Leiderfahrungen, die ausnahmslos jeder Mensch durchmacht, können durch Glückserfahrungen nicht kompensiert werden.
Benatar stützt seinen Antinatalismus ferner durch die Behauptung, wir alle neigten dazu, unser Leben als glücklicher und besser einzuschätzen, als es wirklich ist. Grund für diese Verzerrung seien evolutionär bedingte biologische und psychologische Mechanismen.
Das von Benatar begründete Gebot der Nachkommenlosigkeit würde in einer menschenlosen Erde resultieren. Benatar hält seiner Ethik zugute, dass ihr Ziel erreichbar ist: Während die Vermehrung von Glück niemals an ein Ende komme, führe die Verhinderung und Verminderung von Leid schließlich zum Aussterben der Menschheit. Obwohl Benatar für das Aussterben der Menschheit mittels Nachkommenlosigkeit argumentiert, versteht er sich als Menschenfreund und nicht als Misanthrop. In seinem Hauptwerk berücksichtigt er auch das Leid der Tiere. Er spricht sich gegen die Hervorbringung von Tieren zum Zwecke ihrer Nutzung, insbesondere Schlachtung, aus und bedauert, dass die Tiere nach dem Verschwinden aller Menschen von der Erde weiter leiden würden.

## Schriften
- Better Never to Have Been: The Harm of Coming Into Existence. Oxford University Press, Oxford 2006, ISBN 0-19-929642-1.
- The Second Sexism: Discrimination Against Men and Boys. John Wiley & Sons, Malden 2012, ISBN 978-0-470-67446-8.
- The Human Predicament: A Candid Guide to Life’s Biggest Questions. Oxford University Press, Oxford 2017, ISBN 9780190633813.
- The Fall of the University of Cape Town: Africa’s Leading University in Decline. Politicsweb Publishing, 2021.
- Debating Procreation: Is It Wrong to Reproduce? (Debating Ethics). Oxford University Press, Oxford 2015.
- Ethics for Everyday.  McGraw-Hill Humanities/Social Sciences/Languages, 2001.
- Conversations about the Meaning of Life (Conversations about Philosophy).  Obsidian Worlds Publishing, 2021.